# Phalloceros buckupi
Espèce
Synonymes
- Phalloceros buckupi Lucinda, 2008[1]

Phalloceros buckupi est une espèce de poisson du genre Phalloceros et de la famille des Poeciliidae.

## Étymologie
Phalloceros : du grec phallos = pénis et du grec keras = corne ; buckupi : nommé en honneur de Paulo A. Buckup (collecteur de la plupart des spécimens de cette espèce), en reconnaissance de ses nombreuses contributions à l'ichtyologie néotropicale.

## Répartition géographique
Cette espèce est endémique d'Amérique du Sud: dans le drainage du "Rio Jacareí" et voisins, qui se jettent dans la "Baie de Paranaguá" à "Paraná" au Brésil.